# Monte Cucco (Calabria)
Il monte Cucco è una montagna delle Serre calabresi. Si trova sul confine tra i comuni di Vallelonga (VV) e Torre di Ruggiero (CZ).

## Caratteristiche
Il nome deriva dal nome dialettale del cuculo, appunto "u cuccu".
La montagna è nota per un bosco di faggi (faggeta di Monte Cucco) che si sviluppa sulle sue pendici centro-settentrionali.

## Galleria d'immagini

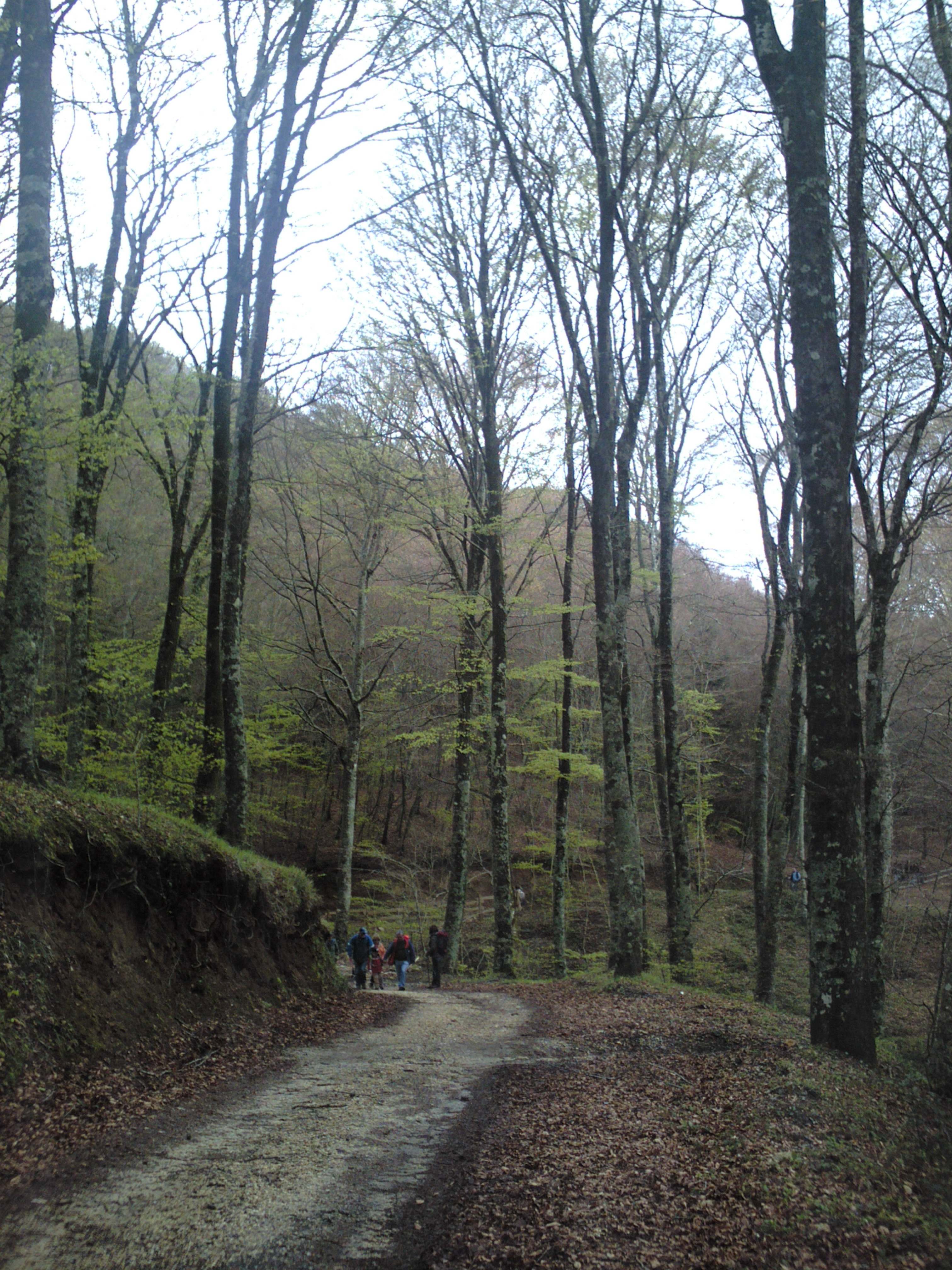
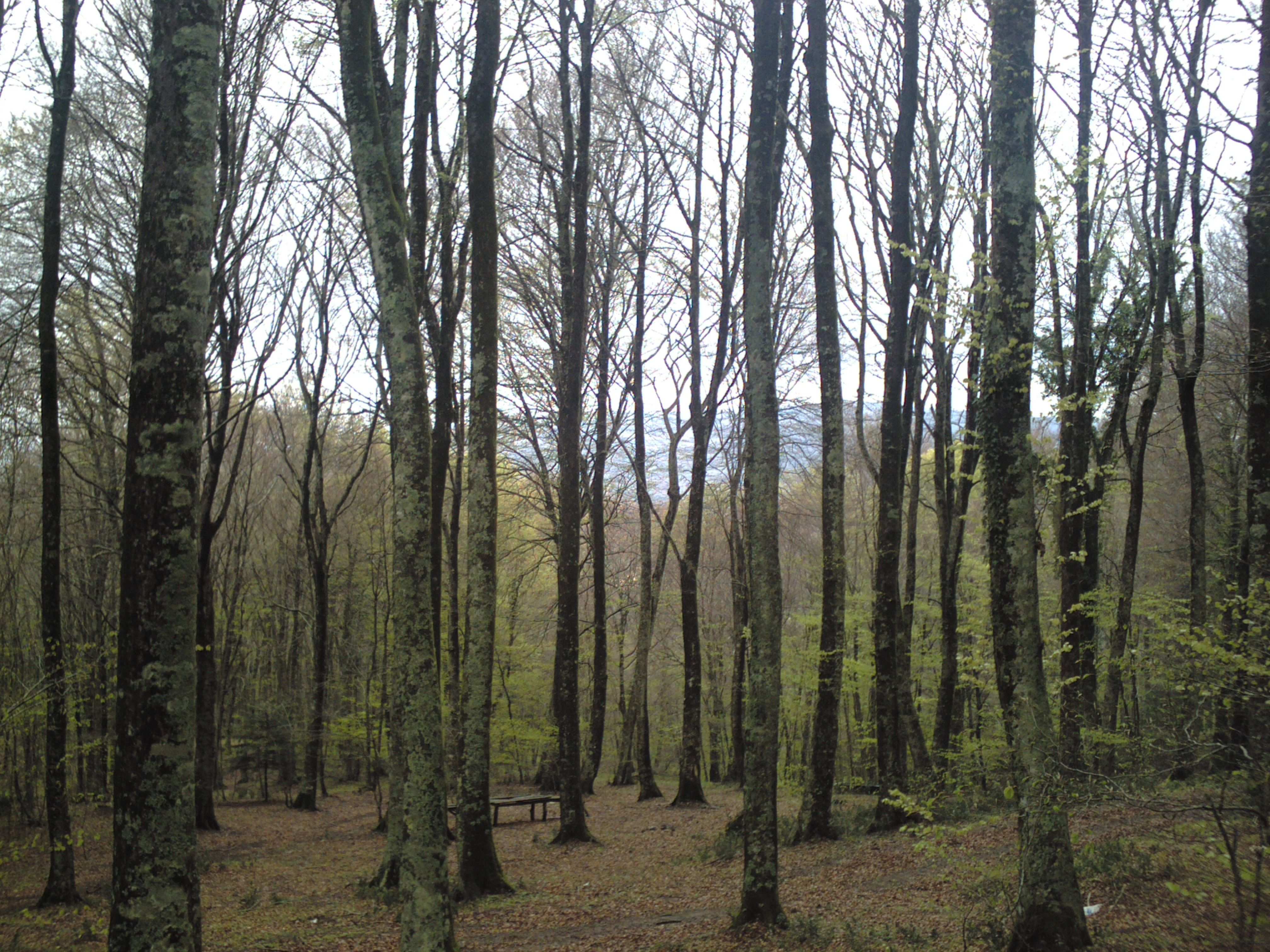